# ویتور داماس
ویتور داماس (پرتغالی: Vítor Damas; ۸ اکتبر ۱۹۴۷ – ۱۳ سپتامبر ۲۰۰۳) بازیکن و مربی فوتبال اهل پرتغال بود.
از باشگاه‌هایی که در آن بازی کرده‌است می‌توان به باشگاه فوتبال اسپورتینگ، باشگاه ورزشی پورتیموننزه، باشگاه فوتبال ویتوریا گیماریش، و باشگاه فوتبال راسینگ سانتاندر اشاره کرد.
وی همچنین در تیم ملی فوتبال پرتغال بازی کرده‌است.